# Juktån

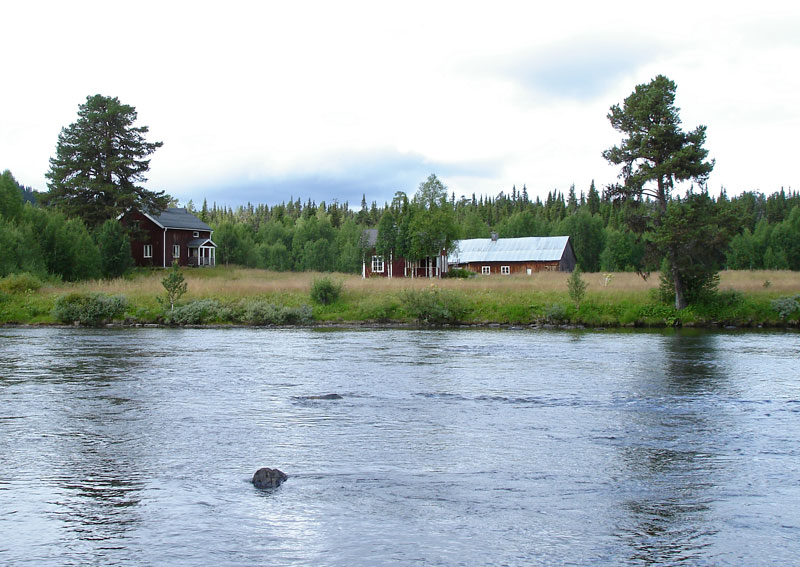
Ensamgården Rasteselet, numera öde, på den väglösa norra sidan av övre Juktån mellan Fjosoken och Överst-Juktan. Bebyggelsen är generellt mycket gles i Juktådalen uppströms Gunnarn.

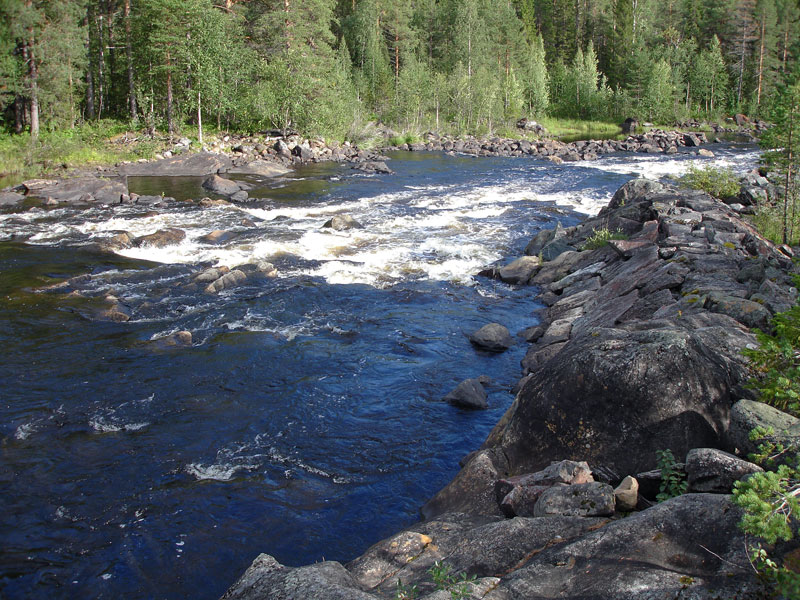
Långselforsen i nedre Juktån med till höger en ledarm byggd för flottningen.

Juktån, älv i södra Lappland, i Sorsele och Storumans kommuner. Den är 177 km lång och ett vänsterbiflöde till Umeälven. Juktån rinner upp väster om sjön Överst-Juktan och genomrinner sjöarna Fjosoken och Storjuktan innan den ansluter till Umeälven vid Åskilje nära Gunnarn. Juktån är Umeälvens näst största biflöde. Det största är Vindelälven. 

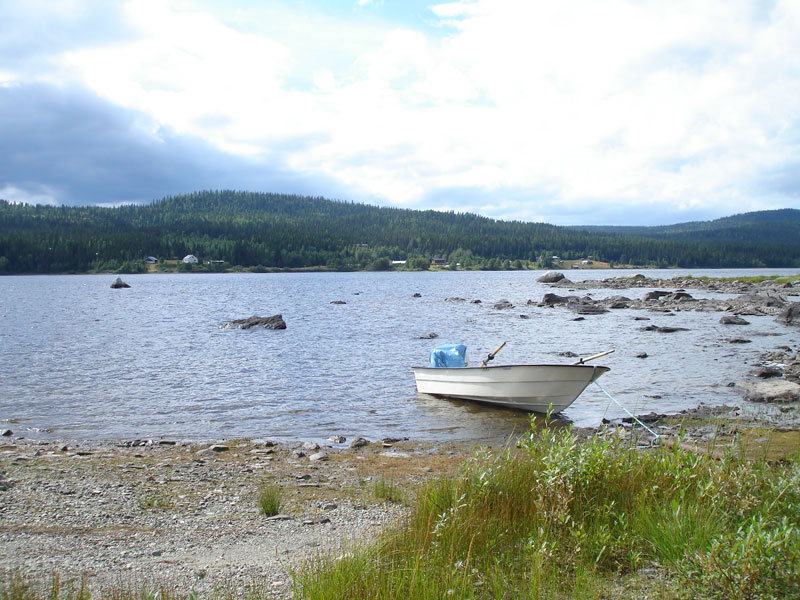
Fjosoken sedd från ensamgården Fårberg på den östra sidan med Fjällsjönäs på andra stranden.

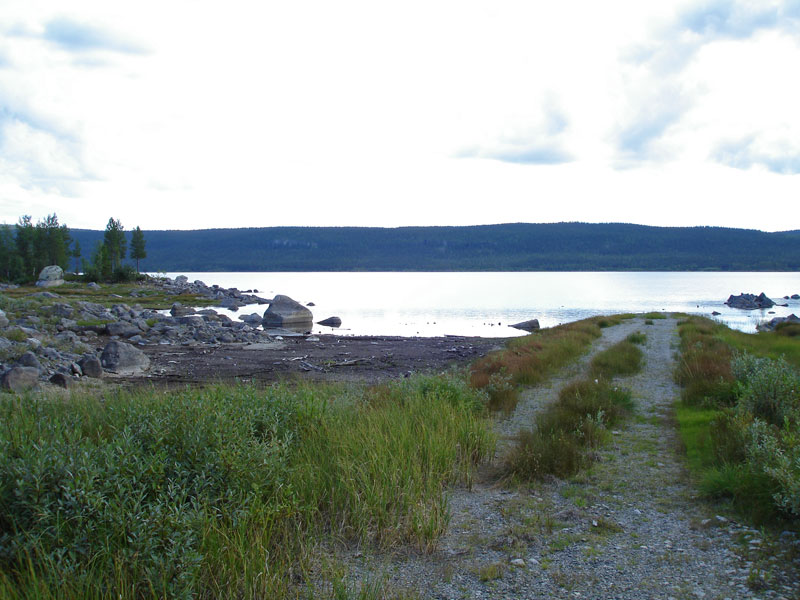
När Storjuktan reglerades överdämdes vägen över Juktån. Resterna av den gamla vägen ses här på östra sidan av sjön.

Storjuktan och Fjosoken är reglerade för vattenkraftsändamål. Övre Juktån är outbyggd, och där förbjuds vattenkraftsutbyggnad sedan 1998 av miljöbalken.
Längs den nedersta delen av Juktån gick den 25-årige Carl von Linné under sin lappländska resa i början av juni år 1732, i akt och mening att den vägen nå fjällen, men förtvivlade slutligen i blötan och vände om ner till Umeå. Aldrig, skrev han, har poeterna så avmålat Styx, att detta ej är fulare. Aldrig har prästen så beskrivit helvetet, att detta ej är värre. Man kan notera att Linné besökte trakten vid tidpunkten för den värsta snösmältningen.[källa behövs]